# Grb Občine Sežana
Grb Občine Sežana je upodobljen na polkrožnem ščitu temno rdeče barve, ki je obrobljen s črnim robom. Osrednji motiv grba je vodnjak, iz katerega raste borovec z od vetra upognjenim deblom ter krošnjo. Osrednji motiv je črne barve, obrobljen pa je s tanko belo črto.